# Aydin
Aydin (Tyrkisk: Aydın; Græsk: Αϊδίνιο) er hovedbyen i Aydınprovinsen i Tyrkiets Aegean Region. 
Aydin ligger i hjertet af den lavere del af dalen omkring floden Büyük Menderes (Meander Floden) ud mod det Ægæiske Hav i en region der er kend for sin frugtbarhed og produktivitet lige siden Antikken. 
Aydin har siden antikken været et frodigt handelscentrum, og byen har derfor også udgjort et stridsområde for såvel persere, grækere, romere som tyrkere. 
I antikken var byen kendt som først Tralles, senere Güzelhisar og derefter Guzel Hissar indtil byen senere blev opkaldt efter de annatoliske og tyrkiske Beyliks fra Aydınoğlu, som regerede her i det 14. århundrede.
I dag er området mest kendt for sin produktion af figen, skønt der findes et bredt sortiment af landbrugsvarer og en del lettere industri. Derudover har regionens forekomster af antikke efterladenskaber, eksempelvis i Priene, gjort området til et turistområde. Beliggenheden giver et klima, der er rigtig varmt om sommeren og varierer fra lunt til varmt resten af året.
- Wikimedia Commons har flere filer relateret til Aydin

 Der er for få eller ingen kildehenvisninger i denne artikel, hvilket er et problem. Du kan hjælpe ved at angive troværdige kilder til de påstande, som fremføres i artiklen.
> P
1. ↑  www.citypopulation.de, hentet 29. maj 2024 (fra Wikidata).